# Sofie (filme)
Sofie é um filme de drama dinamarquês de 1992 dirigido e escrito por Liv Ullmann. Foi selecionado como representante da Dinamarca à edição do Oscar 1993, organizada pela Academia de Artes e Ciências Cinematográficas.

## Elenco
- Karen-Lise Mynster - Sofie
- Ghita Nørby - Frederikke
- Erland Josephson - pai de Sofie
- Jesper Christensen - Hojby
- Torben Zeller - Jonas
- Henning Moritzen - Frederick Philipson